# Anglické nábřeží (Plzeň)
Anglické nábřeží v Plzni spojuje ulici U Radbuzy a Pražskou ulici. Nazváno je podle evropského království Anglie. Název je poděkování Anglii za pomoc v II. světové válce. Za německé okupace se nábřeží jmenovalo Německé a za komunistického režimu neslo název Charkovské náměstí. Nachází se u řeky Radbuzy, na jejímž druhém břehu je Denisovo nábřeží. Ze západu do něho vstupují Šafaříkovy sady, Kopeckého sady a Americká ulice. Veřejná doprava je zajištěna trolejbusy v úseku od mostu U Jána po sady Kopeckého. Troleje nábřeží křižují ještě u Wilsonovu mostu ze směru z Americké ulice. Tramvajová zastávka v Pražské ulici nese název po tomto nábřeží. Nábřeží leží v parkovací zóně B, jejíž část naproti mrakodrapu Bohemia je určená jen pro rezidenty. Celou délkou nábřeží prochází naučná stezka Údolím Radbuzy a částí i cyklostezka.
13. července 2018 bylo celé nábřeží i okolní ulice uzavřeny z důvodu nalezení podezřelého předmětu, který připomínal výbušninu.

## Budovy, firmy a instituce
- mrakodrap Bohemia s restaurací, kavárnou a kancelářskými prostory
- Územní odbor Policie ČR pro Plzeň-venkov
- prostranství před Komerční bankou s památníkem československo-sovětského přátelství (dříve zde stála socha Josifa Vissarionoviče Stalina[3]), kavárnou a veřejnými toaletami
- Evangelický Korandův sbor

## Galerie

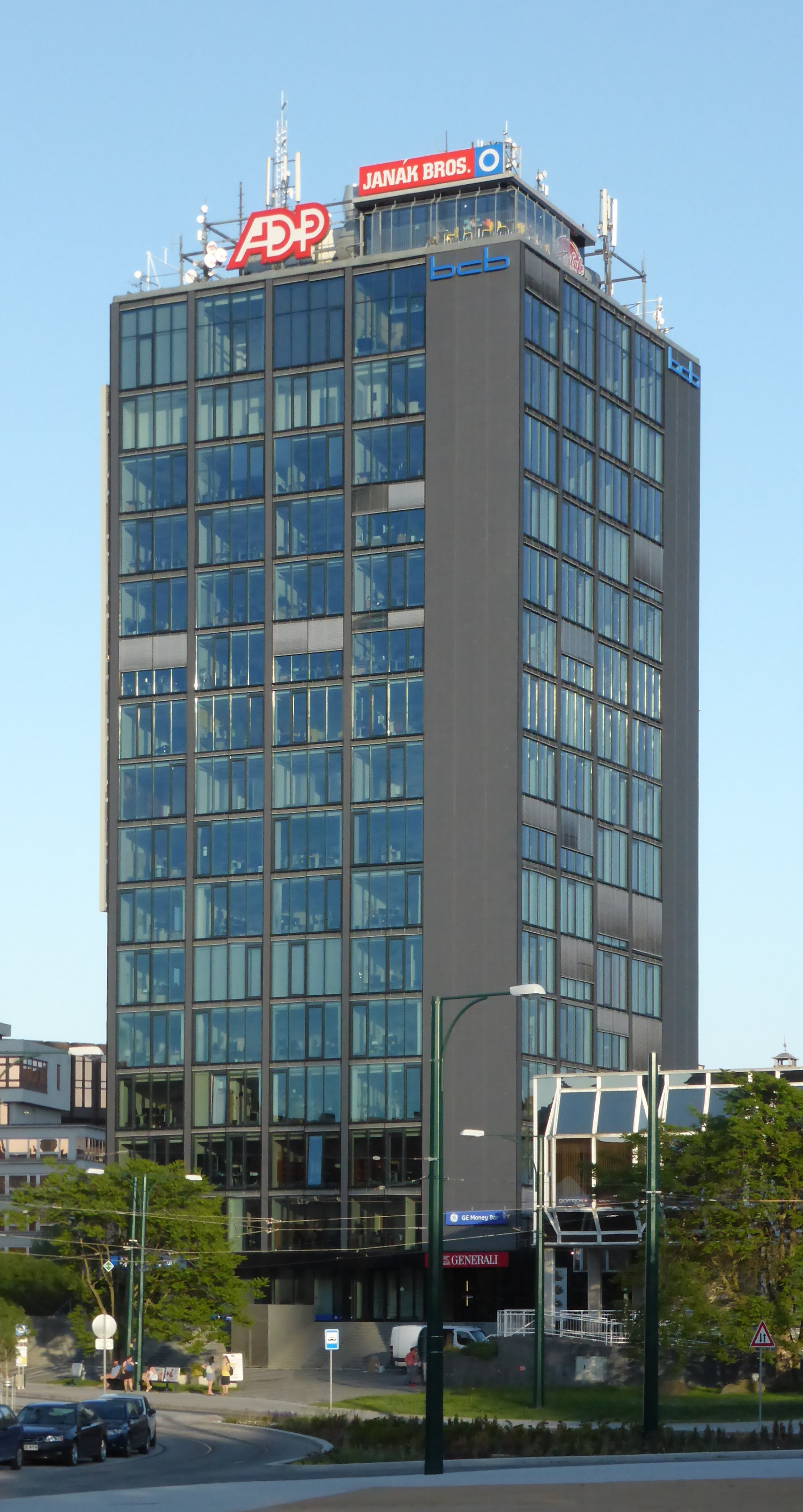
Mrakodrap Bohemia
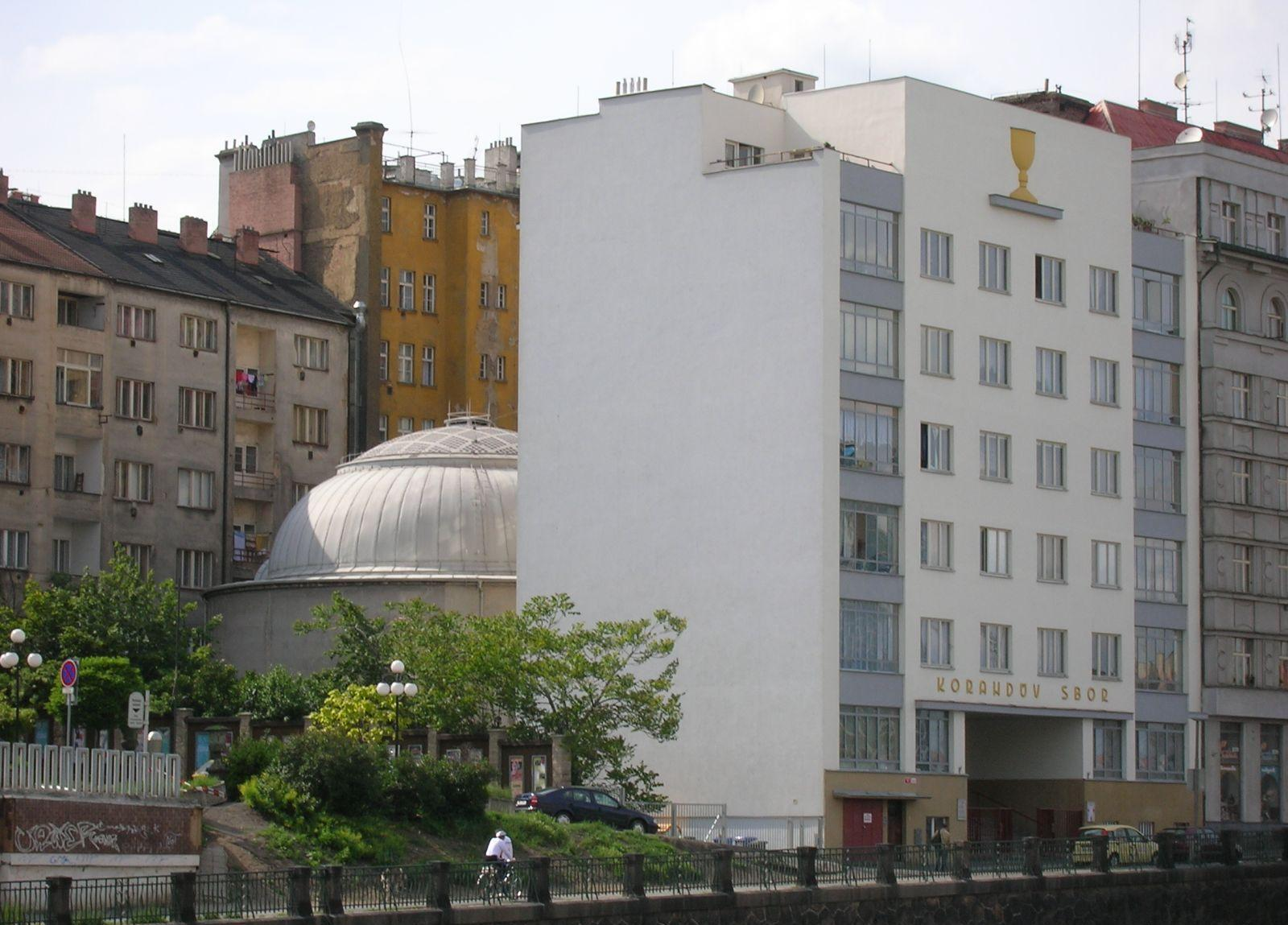
Korandův sbor
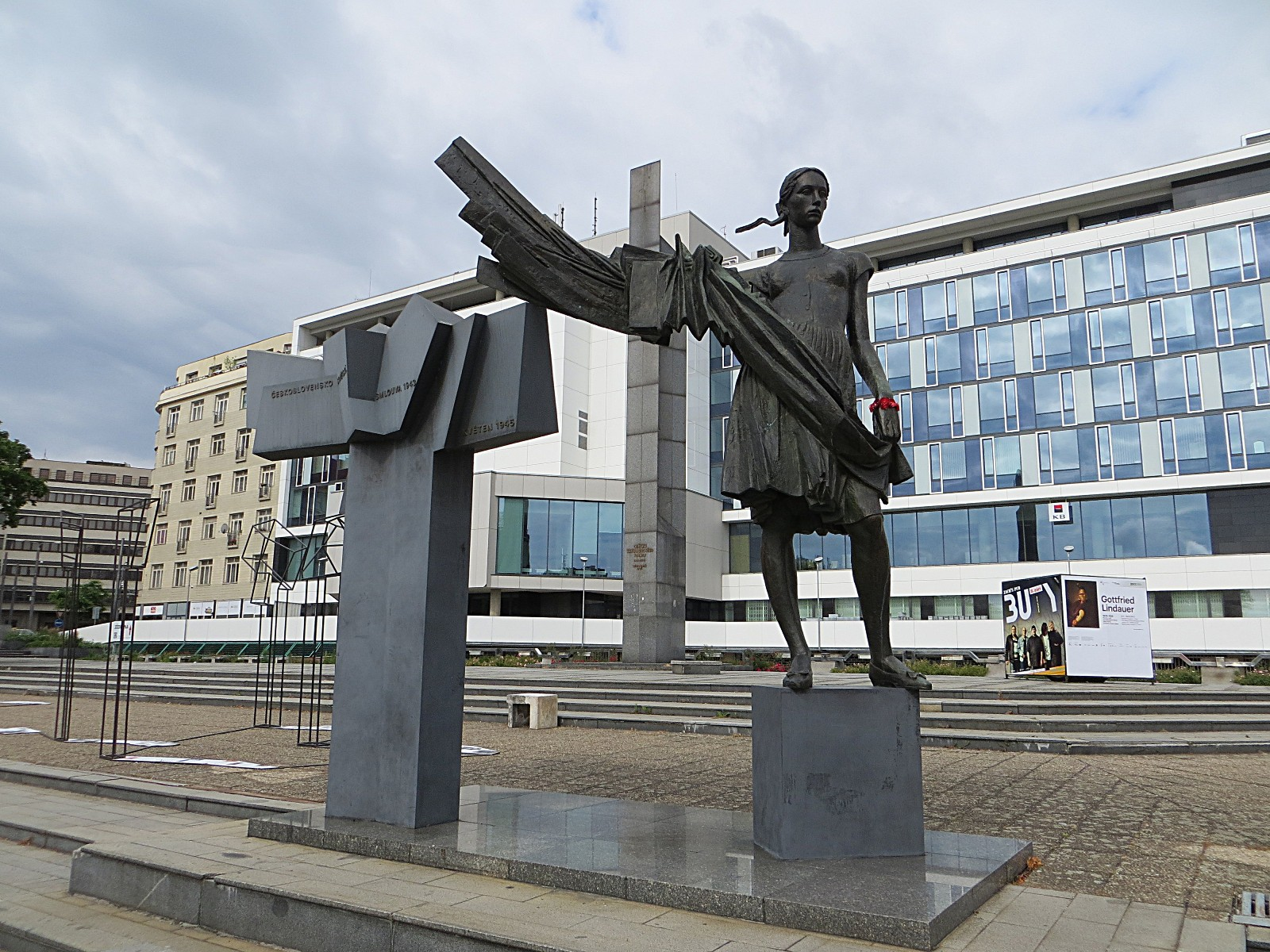
Památník československo-sovětského přátelství